# TVC 15
TVC 15 är en låt av David Bowie som gavs ut som singel den 30 april 1976 och på albumet Station to Station, utgivet den 23 januari 1976. Låten släpptes som andra singel från albumet i Storbritannien. I USA släpptes Stay som den andra singeln från albumet.
TVC 15 var en av de låtar som Bowie spelade på välgörenhetskonserten Live Aid 1985.